# Filippinerna i olympiska sommarspelen 1988
Filippinerna deltog i de olympiska sommarspelen 1988 med en trupp bestående av 31 deltagare, och landet tog en bronsmedalj.

## Boxning
| Leopoldo Serantes  | Lätt flugvikt |                          | Hassan (EGY) W RSCH | Stewart (LBR) W 5-0 | M'Jirih (MAR) W RSCH | Ivailo Hristov (BUL) · L 5-0 | Gick inte vidare | Gick inte vidare | Gick inte vidare |
| Roberto Jalnaiz    | Flugvikt      |                          | Yaradi (HUN) L 4-1  | Gick inte vidare    | Gick inte vidare     | Gick inte vidare             | Gick inte vidare |                  |                  |
| Michael Hormillosa | Bantamvikt    | Julio Rocha (COL) L RSCH | Gick inte vidare    | Gick inte vidare    | Gick inte vidare     | Gick inte vidare             | Gick inte vidare |                  |                  |
| Orlando Dollente   | Fjädervikt    | Seymour (BAH) L DISQ     | Gick inte vidare    | Gick inte vidare    | Gick inte vidare     | Gick inte vidare             | Gick inte vidare |                  |                  |
| Leopoldo Cantancio | Lättvikt      | Tsziou (URS) L KOH       | Gick inte vidare    | Gick inte vidare    | Gick inte vidare     | Gick inte vidare             | Gick inte vidare |                  |                  |
| Emmanuel Legaspi   | Mellanvikt    |                          | Marcus (CAN) L KOH  | Gick inte vidare    | Gick inte vidare     | Gick inte vidare             | Gick inte vidare |                  |                  |

## Brottning
Flugvikt, grekisk-romersk stil
- Florante Tirante

Flugvikt, fristil
- Florante Tirante

Fjädervikt, fristil
- Dean Manibog

## Bågskytte
Herrar
| Bågskytt    | Gren                   | Rankningsomgång | Rankningsomgång | Åttondelsfinal   | Åttondelsfinal   | Kvartsfinal      | Kvartsfinal      | Semifinal        | Semifinal        | Final            | Final            |
| Bågskytt    | Gren                   | Poäng           | Placering       | Poäng            | Placering        | Poäng            | Placering        | Poäng            | Placering        | Poäng            | Placering        |
| ----------- | ---------------------- | --------------- | --------------- | ---------------- | ---------------- | ---------------- | ---------------- | ---------------- | ---------------- | ---------------- | ---------------- |
| Rowel Merto | Herrarnas individuella | 1162            | 68              | Gick inte vidare | Gick inte vidare | Gick inte vidare | Gick inte vidare | Gick inte vidare | Gick inte vidare | Gick inte vidare | Gick inte vidare |

Damer
| Bågskytt          | Gren                  | Rankningsomgång | Rankningsomgång | Åttondelsfinal   | Åttondelsfinal   | Kvartsfinal      | Kvartsfinal      | Semifinal        | Semifinal        | Final            | Final            |
| Bågskytt          | Gren                  | Poäng           | Placering       | Poäng            | Placering        | Poäng            | Placering        | Poäng            | Placering        | Poäng            | Placering        |
| ----------------- | --------------------- | --------------- | --------------- | ---------------- | ---------------- | ---------------- | ---------------- | ---------------- | ---------------- | ---------------- | ---------------- |
| Basilisa Ygnalaga | Damernas individuella | 1182            | 49              | Gick inte vidare | Gick inte vidare | Gick inte vidare | Gick inte vidare | Gick inte vidare | Gick inte vidare | Gick inte vidare | Gick inte vidare |

## Cykling

### Landsväg
Herrar
| Cyklist            | Gren                | Tid              | Placering |
| ------------------ | ------------------- | ---------------- | --------- |
| Domingo Villanueva | Herrarnas linjelopp | 4:45:20 (+13:58) | 103       |
| Nobherto Oconer    | Herrarnas linjelopp | DNF              | -         |

### Bana
Tempolopp
| Cyklist          | Gren                | Poäng    | Placering |
| ---------------- | ------------------- | -------- | --------- |
| Bernardo Rimarim | Herrarnas tempolopp | 1:11,647 | 26        |

Poänglopp
| Cyklist          | Gren                | Kval  | Kval      | Final            | Final            |
| Cyklist          | Gren                | Poäng | Placering | Poäng            | Placering        |
| ---------------- | ------------------- | ----- | --------- | ---------------- | ---------------- |
| Bernardo Rimarim | Herrarnas poänglopp | -     | AB        | Gick inte vidare | Gick inte vidare |

## Friidrott
| Idrottare    | Gren                         | Heat    | Heat      | Semifinal | Semifinal | Final            | Final            |
| Idrottare    | Gren                         | Tid     | Placering | Tid       | Placering | Tid              | Placering        |
| ------------ | ---------------------------- | ------- | --------- | --------- | --------- | ---------------- | ---------------- |
| Hector Begeo | Herrarnas 3 000 meter hinder | 8:46,60 | 24        | 8:35,09   | 22        | Gick inte vidare | Gick inte vidare |

| Idrottare     | Gren                    | Heat  | Heat      | Omgång 2         | Omgång 2         | Semifinal        | Semifinal        | Final            | Final            |
| Idrottare     | Gren                    | Tid   | Placering | Tid              | Placering        | Tid              | Placering        | Tid              | Placering        |
| ------------- | ----------------------- | ----- | --------- | ---------------- | ---------------- | ---------------- | ---------------- | ---------------- | ---------------- |
| Lydia de Vega | Damernas 100 meter      | 11,67 | 35        | Gick inte vidare | Gick inte vidare | Gick inte vidare | Gick inte vidare | Gick inte vidare | Gick inte vidare |
| Lydia de Vega | Damernas 100 meter häck | 14,36 | 31        | Gick inte vidare | Gick inte vidare | Gick inte vidare | Gick inte vidare | Gick inte vidare | Gick inte vidare |
| Nenita Adan   | Damernas 400 meter      | 61,92 | 35        |                  |                  | Gick inte vidare | Gick inte vidare | Gick inte vidare | Gick inte vidare |

## Fäktning
Herrarnas sabel
- Percival Alger

## Judo
Herrarnas extra lättvikt
- Jerry Dino

Herrarnas halv mellanvikt
- Benjie Baylon

Herrarnas tungvikt
- Benjamin McMurray

## Rodd
Herrarnas singelsculler
- Edgardo Maerina

## Segling
- Nestor Soriano
- Richard Paz